# Ardenner (Huhn)

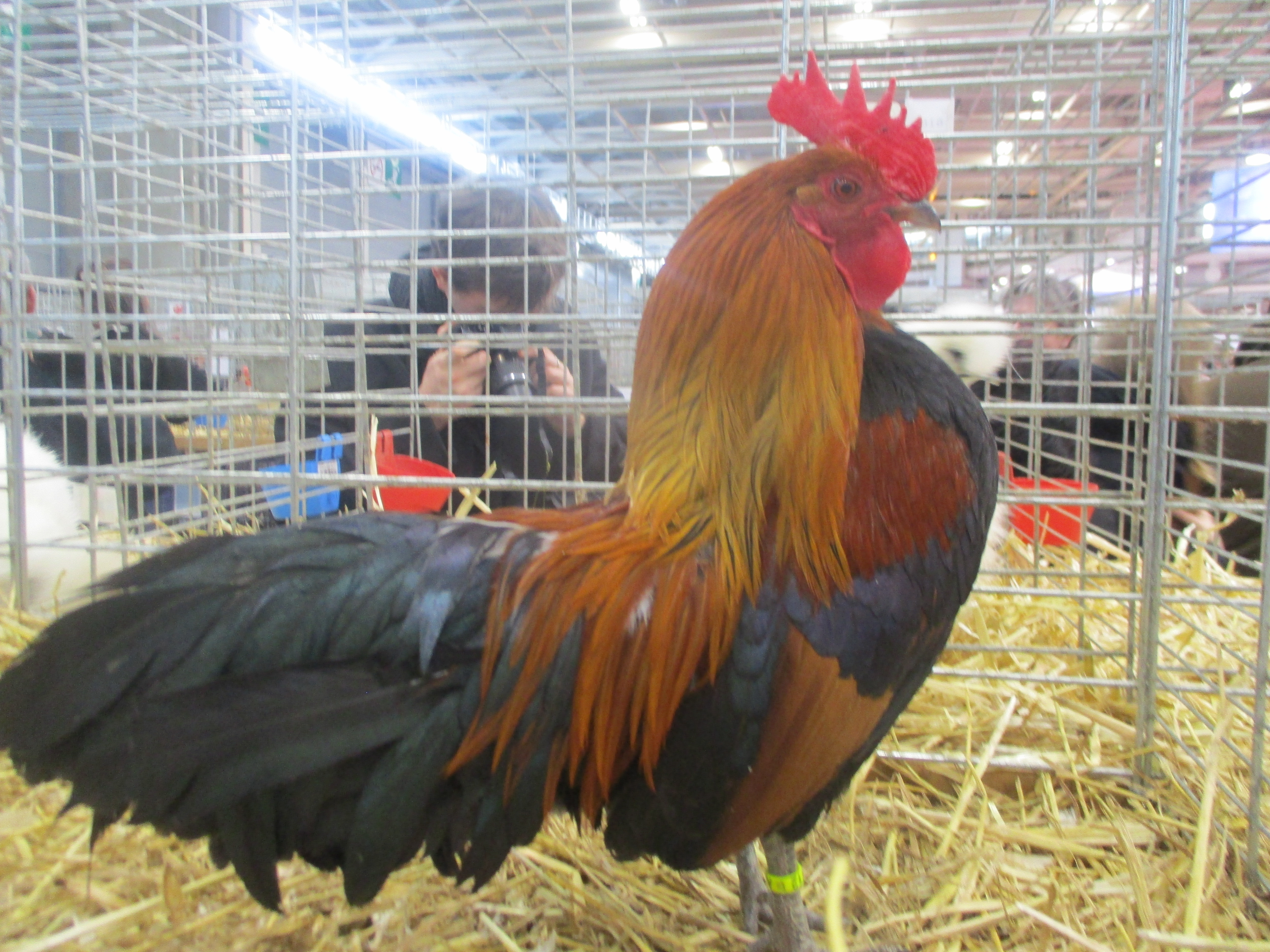
Ardenner, Hahn

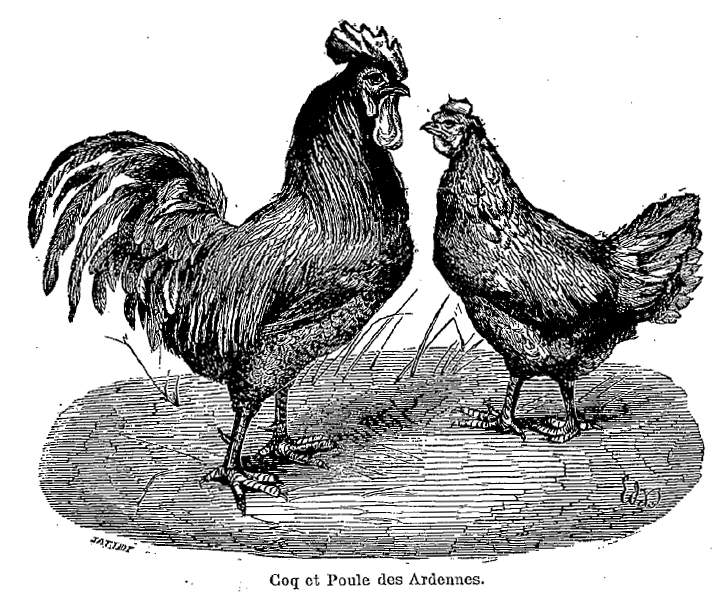
Hahn und Henne (Victor La Perre de Roo, 1882)

Die Ardenner sind eine Haushuhnrasse im Landhuhntyp aus den Ardennen und vermutlich die älteste Hühnerrasse des Landes. Ardenner sind in Belgien eine vergleichsweise bekannte Hühnerrasse, die dort häufig auch als Wallikiki bezeichnet werden, was sich aus dem flämischen Walen kieken(dt. wallonisches Huhn) ableitet.  Die Rasse wird heute nur noch als Liebhabergeflügel gehalten, ihre kommerzielle Bedeutung hat sie bereits nach dem Ersten Weltkrieg verloren.

## Merkmale
Dieses bewegliche, leichte und stromlinienförmige Landhuhn hat als Besonderheit ein markantes dunkles Gesicht mit dunklem Einfachkamm und Kehllappen. Die Läufe sind fast schwarz. Die Farbe wird gelegentlich mit der einer reifen Brombeere verglichen. In Belgien werden, im Gegensatz zu Deutschland, auch schwanzlose Tiere anerkannt. Der belgische Volksmund behauptet, dass sie keinen haben, damit der Fuchs sie nicht greifen könne. Tatsächlich gibt es jedoch in Belgien eine Reihe schwanzloser Hühnerrassen.
Diese vor allem in Nordwest-Europa verbreitete Rasse ist robust und ein guter Futtersucher. Eine reine Stallhaltung verträgt die sehr aktive Rasse nicht und braucht unbedingt einen Auslauf. Ardenner sind ausgezeichnete Flieger und wenn sie frei laufend gehalten werden, präferieren sie es, aufgebaumt zu übernachten. 
Eine Zwergform existiert und ist seltener als die Großform.